# Grewia monticola
Grewia monticola är en malvaväxtart som beskrevs av Otto Wilhelm Sonder. Grewia monticola ingår i släktet Grewia och familjen malvaväxter. Inga underarter finns listade i Catalogue of Life.